# Thaiföld az 1992. évi nyári olimpiai játékokon
Thaiföld a spanyolországi Barcelonában megrendezett 1992. évi nyári olimpiai játékok egyik részt vevő nemzete volt. Az országot az olimpián 9 sportágban 46 sportoló képviselte, akik összesen 1 érmet szereztek.

## Érmesek
| Érem  | Versenyző       | Sportág   | Versenyszám |
| ----- | --------------- | --------- | ----------- |
| Bronz | Arkhom Chenglai | Ökölvívás | Váltósúly   |

## Atlétika
Férfi
| Versenyző                                                                  | Versenyszám     | Előfutam | Előfutam | Előfutam | Negyeddöntő | Negyeddöntő | Negyeddöntő | Elődöntő | Elődöntő | Elődöntő | Döntő   | Döntő    |
| Versenyző                                                                  | Versenyszám     | Idő      | Hely.    | Össz.    | Idő         | Hely.       | Össz.       | Idő      | Hely.    | Össz.    | Idő     | Helyezés |
| -------------------------------------------------------------------------- | --------------- | -------- | -------- | -------- | ----------- | ----------- | ----------- | -------- | -------- | -------- | ------- | -------- |
| Visut Watanasin                                                            | 100 m           | 10,72    | 4.       | 41.      | kiesett     | kiesett     | kiesett     | kiesett  | kiesett  | kiesett  | kiesett | kiesett  |
| Seaksarn Boonrat                                                           | 200 m           | 21,39    | 4.       | 38.      | 21,30       | 7.          | 33.         | kiesett  | kiesett  | kiesett  | kiesett | kiesett  |
| Aktawat Sakoolchan                                                         | 400 m           | 46,78    | 5.       | 39.      | kiesett     | kiesett     | kiesett     | kiesett  | kiesett  | kiesett  | kiesett | kiesett  |
| Chanond Keanchan                                                           | 400 m gát       | 50,60    | 6.       | 33.      |             |             |             | kiesett  | kiesett  | kiesett  | kiesett | kiesett  |
| Kriengkrai Narom Seaksarn Boonrat Niti Piyapan Visut Watanasin             | 4 × 100 m váltó | 39,91    | 3.       | 12.      |             |             |             | 39,73    | 6.       | 12.      | kiesett | kiesett  |
| Athiaporn Koonjarthong Yuthana Thonglek Sarapong Kumsup Aktawat Sakoolchan | 4 × 400 m váltó | 3:08,00  | 6.       | 17.      |             |             |             |          |          |          | kiesett | kiesett  |

Női
| Versenyző                                                          | Versenyszám     | Előfutam | Előfutam | Előfutam | Negyeddöntő | Negyeddöntő | Negyeddöntő | Elődöntő | Elődöntő | Elődöntő | Döntő   | Döntő    |
| Versenyző                                                          | Versenyszám     | Idő      | Hely.    | Össz.    | Idő         | Hely.       | Össz.       | Idő      | Hely.    | Össz.    | Idő     | Helyezés |
| ------------------------------------------------------------------ | --------------- | -------- | -------- | -------- | ----------- | ----------- | ----------- | -------- | -------- | -------- | ------- | -------- |
| Ratjai Sripet                                                      | 100 m           | 11,99    | 6.       | 39.      | kiesett     | kiesett     | kiesett     | kiesett  | kiesett  | kiesett  | kiesett | kiesett  |
| Nednapa Chommuak                                                   | 200 m           | 24,76    | 7.       | 43.      | kiesett     | kiesett     | kiesett     | kiesett  | kiesett  | kiesett  | kiesett | kiesett  |
| Noodang Phimphoo                                                   | 400 m           | 54,28    | 6.       | 30.      | 54,90       | 8.          | 31.         | kiesett  | kiesett  | kiesett  | kiesett | kiesett  |
| Sukanya Sang-Nguen                                                 | 800 m           | 2:09,94  | 6.       | 29.      |             |             |             | kiesett  | kiesett  | kiesett  | kiesett | kiesett  |
| Reawadee Srithoa                                                   | 400 m gát       | 58,80    | 7.       | 25.      |             |             |             | kiesett  | kiesett  | kiesett  | kiesett | kiesett  |
| Nednapa Chommuak Reawadee Srithoa Ratjai Sripet Pornpim Srisurat   | 4 × 100 m váltó | 44,94    | 6.       | 12.      |             |             |             |          |          |          | kiesett | kiesett  |
| Saleerat Srimek Sukanya Sang-Nguen Srirat Chimrak Noodang Phimphoo | 4 × 400 m váltó | 3:35,48  | 6.       | 12.      |             |             |             |          |          |          | kiesett | kiesett  |

| Versenyző          | Versenyszám | Selejtező | Selejtező | Döntő    | Döntő    |
| Versenyző          | Versenyszám | Eredmény  | Helyezés  | Eredmény | Helyezés |
| ------------------ | ----------- | --------- | --------- | -------- | -------- |
| Jaruwan Jenjudkarn | Magasugrás  | 175 cm    | 40.       | kiesett  | kiesett  |

## Cselgáncs
Női
| Versenyző         | Versenyszám | Selejtező         | Nyolcaddöntő                       | Negyeddöntő                        | Elődöntő          | Vigaszág nyolcaddöntő | Vigaszág negyeddöntő              | Vigaszág elődöntő | Bronz- mérkőzés   | Döntő             | Helyezés |
| Versenyző         | Versenyszám | Ellenfél Eredmény | Ellenfél Eredmény                  | Ellenfél Eredmény                  | Ellenfél Eredmény | Ellenfél Eredmény     | Ellenfél Eredmény                 | Ellenfél Eredmény | Ellenfél Eredmény | Ellenfél Eredmény | Helyezés |
| ----------------- | ----------- | ----------------- | ---------------------------------- | ---------------------------------- | ----------------- | --------------------- | --------------------------------- | ----------------- | ----------------- | ----------------- | -------- |
| Prateep Pinitwong | Könnyűsúly  | erőnyerő          | Filipa Cavalleri (POR) · 0000-0010 | kiesett                            | kiesett           |                       |                                   |                   |                   |                   | 14.      |
| Supatra Yompakdee | Nehézsúly   | erőnyerő          | Szangita Mehta (IND) · 1000-0000   | Estela Rodríguez (CUB) · 0000-1000 |                   |                       | Beata Maksymowa (POL) · 0000-1000 | kiesett           | kiesett           |                   | 9.       |

## Ökölvívás
| Versenyző           | Versenyszám   | Selejtező                     | Nyolcaddöntő                  | Negyeddöntő                         | Elődöntő                     | Döntő             | Helyezés |
| Versenyző           | Versenyszám   | Ellenfél Eredmény             | Ellenfél Eredmény             | Ellenfél Eredmény                   | Ellenfél Eredmény            | Ellenfél Eredmény | Helyezés |
| ------------------- | ------------- | ----------------------------- | ----------------------------- | ----------------------------------- | ---------------------------- | ----------------- | -------- |
| Phamuansak Phasuwan | Papírsúly     | St. Aubyn Hines (JAM) · RSC   | Jan Quast (GER) · 2-11        | kiesett                             | kiesett                      | kiesett           | 9.       |
| Khadpo Vichai       | Légsúly       | Mario Loch (GER) · RSC        | kiesett                       | kiesett                             | kiesett                      | kiesett           | 17.      |
| Chatree Suwanyod    | Harmatsúly    | Vladislav Antonov (EUN) · 6-4 | Mohammed Sabo (NGR) · 7-16    | kiesett                             | kiesett                      | kiesett           | 9.       |
| Szomrak Khamszing   | Pehelysúly    | Michael Strange (CAN) · 11-9  | Faustino Reyes (ESP) · 15-24  | kiesett                             | kiesett                      | kiesett           | 9.       |
| Arkhom Chenglai     | Váltósúly     | Yusef Khateri (IRI) · 13-7    | Nicodemus Odore (KEN) · 13-10 | Vitalijus Karpačiauskas (LTU) · 9-6 | Michael Carruth (IRL) · 4-11 | kiesett           |          |
| Chalit Boonsingkarn | Nagyváltósúly | Lucas França (BRA) · 16-2     | Orhan Delibas (NED) · RSC     | kiesett                             | kiesett                      | kiesett           | 9.       |

RSC - a játékvezető megállította a mérkőzést

## Sportlövészet
Férfi
| Versenyző      | Versenyszám | Selejtező | Selejtező | Döntő   | Döntő    |
| Versenyző      | Versenyszám | Pont      | Helyezés  | Pont    | Helyezés |
| -------------- | ----------- | --------- | --------- | ------- | -------- |
| Samarn Jongsuk | Légpuska    | 583       | 31.*      | kiesett | kiesett  |

Női
| Versenyző             | Versenyszám   | Selejtező | Selejtező | Döntő   | Döntő    |
| Versenyző             | Versenyszám   | Pont      | Helyezés  | Pont    | Helyezés |
| --------------------- | ------------- | --------- | --------- | ------- | -------- |
| Rampai Yamfang-Sriyai | Sportpisztoly | 574       | 18.*      | kiesett | kiesett  |

* - két másik versenyzővel azonos eredményt ért el

## Súlyemelés
| Versenyző         | Versenyszám | Szakítás | Szakítás | Lökés    | Lökés    | Összesen | Helyezés |
| Versenyző         | Versenyszám | Eredmény | Helyezés | Eredmény | Helyezés | Összesen | Helyezés |
| ----------------- | ----------- | -------- | -------- | -------- | -------- | -------- | -------- |
| Prasert Sumpradit | 82,5 kg     | 132,5    | 26.      | 165,0    | 24.      | 297,5    | 25.      |

## Tenisz
Női
| Versenyző                           | Versenyszám | 32-es főtábla                                                        | Nyolcaddöntő      | Negyeddöntő       | Elődöntő          | Döntő             | Helyezés |
| Versenyző                           | Versenyszám | Ellenfél Eredmény                                                    | Ellenfél Eredmény | Ellenfél Eredmény | Ellenfél Eredmény | Ellenfél Eredmény | Helyezés |
| ----------------------------------- | ----------- | -------------------------------------------------------------------- | ----------------- | ----------------- | ----------------- | ----------------- | -------- |
| Benjamas Sangaram Duangchan Suvimol | Páros       | Kanada (CAN) · Patricia Hy-Boulais · Norine Simpson-Alter · 4-6, 4-6 | kiesett           | kiesett           | kiesett           | kiesett           | 17.      |

## Tollaslabda
| Versenyző                                         | Versenyszám | Selejtező                                  | 32-es főtábla                                                           | Nyolcaddöntő                                                                        | Negyeddöntő                     | Elődöntő          | Döntő             | Helyezés |
| Versenyző                                         | Versenyszám | Ellenfél Eredmény                          | Ellenfél Eredmény                                                       | Ellenfél Eredmény                                                                   | Ellenfél Eredmény               | Ellenfél Eredmény | Ellenfél Eredmény | Helyezés |
| ------------------------------------------------- | ----------- | ------------------------------------------ | ----------------------------------------------------------------------- | ----------------------------------------------------------------------------------- | ------------------------------- | ----------------- | ----------------- | -------- |
| Kookasemkit Sompol                                | Férfi egyes | Anders Nielsen (GBR) · 16-18, 15-12, 17-16 | Alan Budikusuma (INA) · 11-15, 2-15                                     | kiesett                                                                             | kiesett                         | kiesett           | kiesett           | 17.      |
| Chiangta Teeranun                                 | Férfi egyes | Broddi Kristjánsson (ISL) · 15-2, 15-12    | Christopher Jogis (USA) · 11-15, 15-3, 15-3                             | Hermawan Susanto (INA) · 7-15, 8-15                                                 | kiesett                         | kiesett           | kiesett           | 9.       |
| Pornsawan Plungwech                               | Női egyes   | Viktorija Hrisztova (BUL) · 11-3, 12-9     | Rhona Robertson (NZL) · 12-9, 2-11, 12-9                                | Sarwendah Kusumawardhani (INA) · 4-11, 2-11                                         | kiesett                         | kiesett           | kiesett           | 9.       |
| Jaroensiri Somhasurthai                           | Női egyes   | Joy Kitzmiller (USA) · 11-3, 11-0          | Christine Magnusson (SWE) · 8-11, 12-9, 11-4                            | Pernille Nedergaard (DEN) · 5-11, 11-6, 12-10                                       | Susi Susanti (INA) · 6-11, 1-11 | kiesett           | kiesett           | 5.       |
| Siripong Siripool Pramote Teerawiwatana           | Férfi páros |                                            | Svédország (SWE) · Jan-Eric Antonsson · Stellan Österberg · 18-15, 15-5 | Kína (CHN) · Li Jung-po (Li Yongbo) · Tien Ping-ji (Tian Bingyi) · 15-9, 8-15, 8-15 | kiesett                         | kiesett           | kiesett           | 9.       |
| Ladawan Mulasartsatorn Piyathip Sansaniyakulvilai | Női páros   |                                            | Mauritius (MRI) · Vandanah Seesurun · Martine de Souza · 15-2, 15-1     | Dél-Korea (KOR) · Kil Jonga · Szim Undzsong · 8-15, 6-15                            | kiesett                         | kiesett           | kiesett           | 9.       |

## Úszás
Férfi
| Versenyző           | Versenyszám  | Előfutam | Előfutam | Előfutam | Döntő   | Döntő   | Döntő   | Helyezés |
| Versenyző           | Versenyszám  | Idő      | Hely.    | Össz.    | Típus   | Idő     | Hely.   | Helyezés |
| ------------------- | ------------ | -------- | -------- | -------- | ------- | ------- | ------- | -------- |
| Ratapong Sirasanont | 400 m gyors  | 4:07,95  | 6.       | 39.      | kiesett | kiesett | kiesett | kiesett  |
| Ratapong Sirasanont | 1500 m gyors | 16:08,02 | 4.       | 27.      | kiesett | kiesett | kiesett | kiesett  |
| Ratapong Sirasanont | 200 m vegyes | 2:11,02  | 1.       | 39.      | kiesett | kiesett | kiesett | kiesett  |
| Ratapong Sirasanont | 400 m vegyes | 4:37,95  | 5.       | 29.      | kiesett | kiesett | kiesett | kiesett  |

Női
| Versenyző             | Versenyszám    | Előfutam | Előfutam | Előfutam | Döntő   | Döntő   | Döntő   | Helyezés |
| Versenyző             | Versenyszám    | Idő      | Hely.    | Össz.    | Típus   | Idő     | Hely.   | Helyezés |
| --------------------- | -------------- | -------- | -------- | -------- | ------- | ------- | ------- | -------- |
| Ratiporn Wong         | 50 m gyors     | 28,42    | 4.       | 44.      | kiesett | kiesett | kiesett | kiesett  |
| Ratiporn Wong         | 100 m gyors    | 1:00,85  | 8.       | 43.      | kiesett | kiesett | kiesett | kiesett  |
| Thanya Sridama        | 400 m gyors    | 4:29,64  | 1.       | 27.      | kiesett | kiesett | kiesett | kiesett  |
| Thanya Sridama        | 800 m gyors    | 9:10,58  | 2.       | 23.      | kiesett | kiesett | kiesett | kiesett  |
| Praphalsai Minpraphal | 200 m hát      | 2:26,32  | 5.       | 42.      | kiesett | kiesett | kiesett | kiesett  |
| Praphalsai Minpraphal | 100 m pillangó | 1:04,28  | 3.       | 37.      | kiesett | kiesett | kiesett | kiesett  |
| Praphalsai Minpraphal | 200 m pillangó | 2:20,48  | 1.       | 25.      | kiesett | kiesett | kiesett | kiesett  |
| Praphalsai Minpraphal | 200 m vegyes   | 2:23,24  | 3.       | 30.      | kiesett | kiesett | kiesett | kiesett  |
| Praphalsai Minpraphal | 400 m vegyes   | 5:04,95  | 5.       | 28.      | kiesett | kiesett | kiesett | kiesett  |
| Phuvichit Sornsawan   | 100 m mell     | 1:14,69  | 3.       | 31.      | kiesett | kiesett | kiesett | kiesett  |
| Phuvichit Sornsawan   | 200 m mell     | 2:41,20  | 5.       | 30.      | kiesett | kiesett | kiesett | kiesett  |

## Vitorlázás
Férfi
| Versenyző      | Versenyszám     | Futam | Futam | Futam | Futam  | Futam | Futam | Futam | Futam | Futam | Futam | Pontszám | Helyezés |
| Versenyző      | Versenyszám     | 1     | 2     | 3     | 4      | 5     | 6     | 7     | 8     | 9     | 10    | Pontszám | Helyezés |
| -------------- | --------------- | ----- | ----- | ----- | ------ | ----- | ----- | ----- | ----- | ----- | ----- | -------- | -------- |
| Saard Panyawan | Szörfvitorlázás | 26,0  | 33,0  | 31,0  | (51,0) | 14,0  | 30,0  | 24,0  | 34,0  | 41,0  | 8,0   | 241,0    | 26.      |

Női
| Versenyző       | Versenyszám     | Futam | Futam  | Futam | Futam | Futam | Futam | Futam | Futam | Futam | Futam | Pontszám | Helyezés |
| Versenyző       | Versenyszám     | 1     | 2      | 3     | 4     | 5     | 6     | 7     | 8     | 9     | 10    | Pontszám | Helyezés |
| --------------- | --------------- | ----- | ------ | ----- | ----- | ----- | ----- | ----- | ----- | ----- | ----- | -------- | -------- |
| Amara Wichitong | Szörfvitorlázás | 25,0  | (27,0) | 27,0  | 27,0  | 25,0  | 27,0  | 23,0  | 27,0  | 24,0  | 10,0  | 215,0    | 20.      |